# أسد جبال أمريكي جنوبي
أسد الجبال الأمريكي الجنوبي (الاسم العلمي: Puma concolor concolor) هو نويع من أسد الجبال يوجد في شمال أمريكا الجنوبية وغربها: من كولومبيا وفنزويلا إلى البيرو وبوليفيا والأرجنتين وتشيلي.